# Tập đoàn Vingroup
Vingroup (tên đầy đủ: Tập đoàn Vingroup - Công ty CP) là một tập đoàn đa ngành của Việt Nam được thành lập vào ngày 8 tháng 8 năm 1993 bởi một nhóm các du học sinh người Việt với tiền thân là công ty Technocom chuyên về sản xuất mì ăn liền tại Ukraina. Sau khi quay trở lại đầu tư đa ngành tại Việt Nam, thương hiệu mì được Nestle của Thụy Sỹ mua lại vào năm 2004. Năm 2011, hai công ty cổ phần Vinpearl và Vincom được sáp nhập bằng cách hoán đổi cổ phần. Đến giữa tháng 2 năm 2012, cổ phiếu Vingroup (mã: VIC) phát hành thêm cho mục đích sáp nhập được chính thức giao dịch tại Sở Giao dịch Chứng khoán Thành phố Hồ Chí Minh (HOSE). Tại Việt Nam, Vingroup được ví như một phiên bản Chaebol Hàn Quốc.
Được coi là một trong những tập đoàn lớn và thành công nhất tại Việt Nam. Tuy nhiên, Vingroup cũng bị cáo buộc thâu tóm đất đai, thao túng truyền thông trong nước cũng như nước ngoài, ép buộc các cán bộ và nhân viên phải mua xe và điện thoại của công ty, hối lộ thông qua việc tặng, biếu căn hộ và biệt thự cao cấp cho các quan chức Việt Nam.

## Quá trình hoạt động

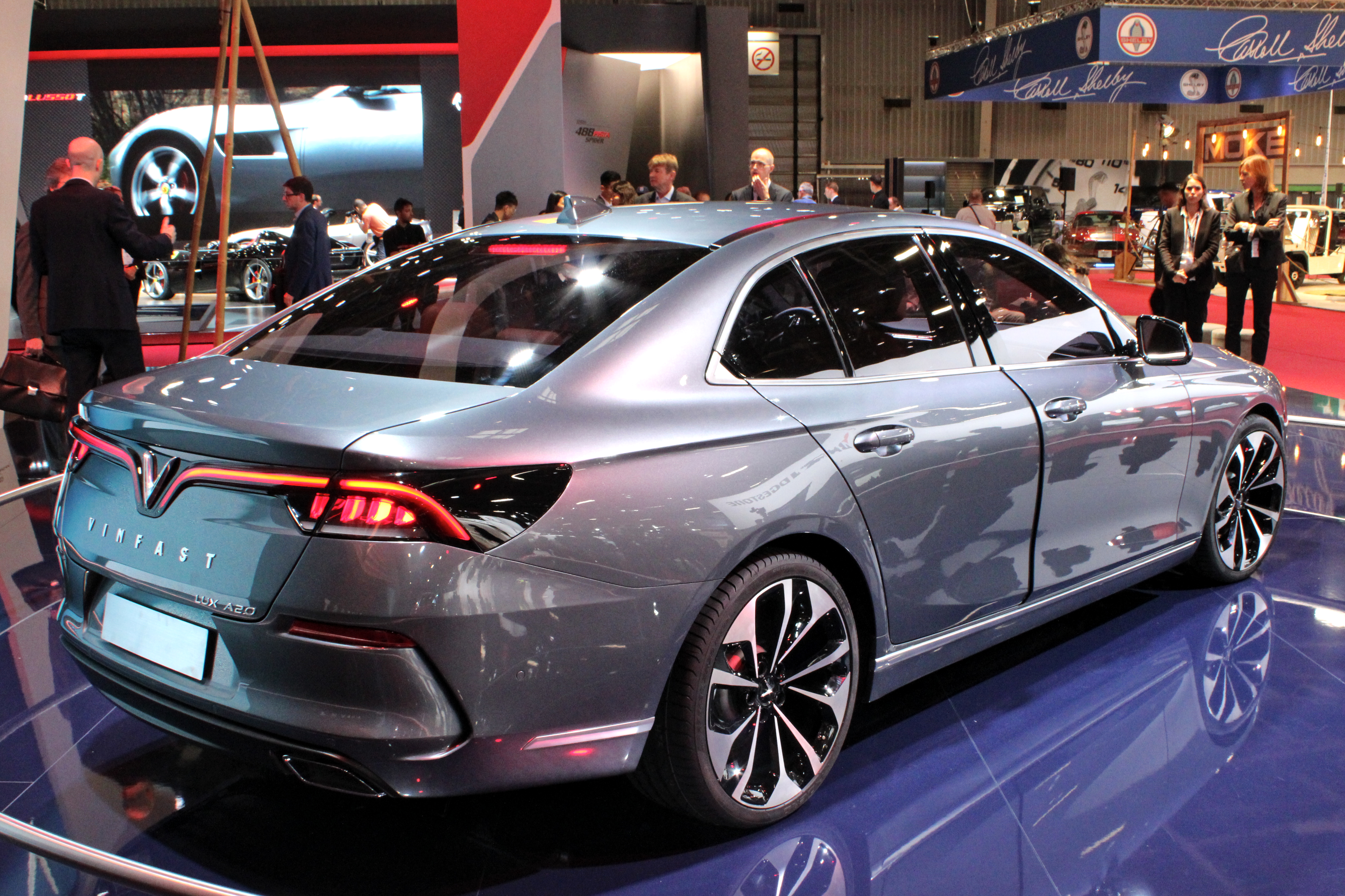
VinFast LUX A2.0 tại Paris Motor Show 2018

Tiền thân của Vingroup là công ty Technocom, một công ty chuyên sản xuất mì gói thành lập năm 1993 tại Ukraina. Từ những năm 2000, qua 2 công ty cổ phần Vincom và Vinpearl, tập đoàn Technocom đầu tư tại Việt Nam trong các lĩnh vực du lịch khách sạn, bất động sản, chứng khoán và thương mại tài chính.
Vincom: tên đầy đủ là Công ty Cổ phần Vincom, tiền thân là Công ty Cổ phần Thương mại Tổng hợp Việt Nam, được thành lập chính thức vào ngày 3 tháng 5 năm 2002.
Vinpearl: tên đầy đủ là Công ty Cổ phần Vinpearl, tiền thân là Công ty TNHH Đầu tư Phát triển Du lịch, Thương mại và Dịch vụ Hòn Tre, được thành lập ngày 25 tháng 7 năm 2001 tại Nha Trang.

### Những dấu mốc quan trọng
Năm 2003, khai trương khu nghỉ dưỡng năm sao Vinpearl Nha Trang Resort, khu nghỉ dưỡng năm sao đầu tiên mang thương hiệu Vinpearl.
Năm 2004, khai trương Vincom Center Bà Triệu, trung tâm thương mại (TTTM) hiện đại đầu tiên tại Hà Nội.
Năm 2006, khai trương khu vui chơi giải trí Vinpearl Land, biển đảo Hòn Tre, Nha Trang, Khánh Hòa.
Năm 2007, vận hành Cáp treo Vinpearl dài 3.320m nối Hòn Tre với đất liền. Niêm yết trên Sở giao dịch Chứng khoán Thành phố Hồ Chí Minh với mã cổ phiếu VIC.
Năm 2008, tham gia thành lập Quỹ Đầu tư và Phát triển Tài năng Bóng đá Việt Nam PVF.
Tháng 9 năm 2009, Tập đoàn Technocom tại Việt Nam đổi tên thành Tập đoàn Vingroup, chuyển trụ sở từ Kharkov (Ukraina) về Hà Nội. Vingroup trở thành doanh nghiệp Việt Nam đầu tiên phát hành thành công trái phiếu chuyển đổi trị giá 100 triệu USD tại Singapore.
Tháng 2 năm 2010, Tập đoàn Nestle của Thụy Sĩ đã mua lại cơ sở Technocom ở Ukraina và thương hiệu Mivina, giá mua được thỏa thuận là 150 triệu USD (gần chính xác). Vào thời điểm đó, Technocom có 3 nhà máy tại Kharkov là "Mivina-3″, "EF-G-FOOD" và "Pakservis", với 1900 người lao động và doanh thu hàng năm là khoảng 100 triệu đô la.
- Năm 2010, khai trương dự án Vincom Center Đồng Khởi tại Thành phố Hồ Chí Minh.

Tháng 11 năm 2011, đại hội cổ đông bất thường 2 Công ty Cổ phần Vincom và Vinpearl đã chính thức thông qua phương án sáp nhập để thành lập Tập đoàn Vingroup - Công ty CP (Vingroup) với vốn điều lệ dự kiến sau sáp nhập là gần 5.500 tỷ đồng (tương đương khoảng 265 triệu Đô la Mỹ) và mức vốn hóa khoảng 50.000 tỷ (tương đương khoảng 2,4 tỷ Đô la Mỹ).
Tháng 1/2012: Sáp nhập Công ty CP Vinpearl và Công ty CP Vincom, nâng tổng số vốn điều lệ lên gần 5.500 tỷ đồng và thông qua chiến lược xây dựng và phát triển Tập đoàn với 4 nhóm thương hiệu: Vincom (Bất động sản), Vinpearl (Du lịch - giải trí), Vincharm (Chăm sóc sắc đẹp và sức khoẻ), Vinmec (Dịch vụ y tế chất lượng cao) và hoạt động với tư cách pháp nhân mới: Tập đoàn Vingroup. 
- Ngày 7/1/2012: Khánh thành Bệnh viện Đa khoa Quốc tế Vinmec, là bệnh viện theo mô hình bệnh viện khách sạn, tại Vinhomes Times City Hà Nội.[cần dẫn nguồn]
- Tháng 3/2012: Lần thứ hai phát hành thành công trái phiếu chuyển đổi quốc tế với khối lượng 185 triệu USD, niêm yết tại Sàn giao dịch chứng khoán Singapore.[cần dẫn nguồn]
- Tháng 6/2012: Phát hành bổ sung thành công 115 triệu USD Trái phiểu chuyển đổi, nâng tổng số phát hành năm 2012 lên 300 triệu USD.The Landmark 81 - tòa nhà cao nhất Việt Nam - 1 dự án của tập đoàn Vingroup.[cần dẫn nguồn]

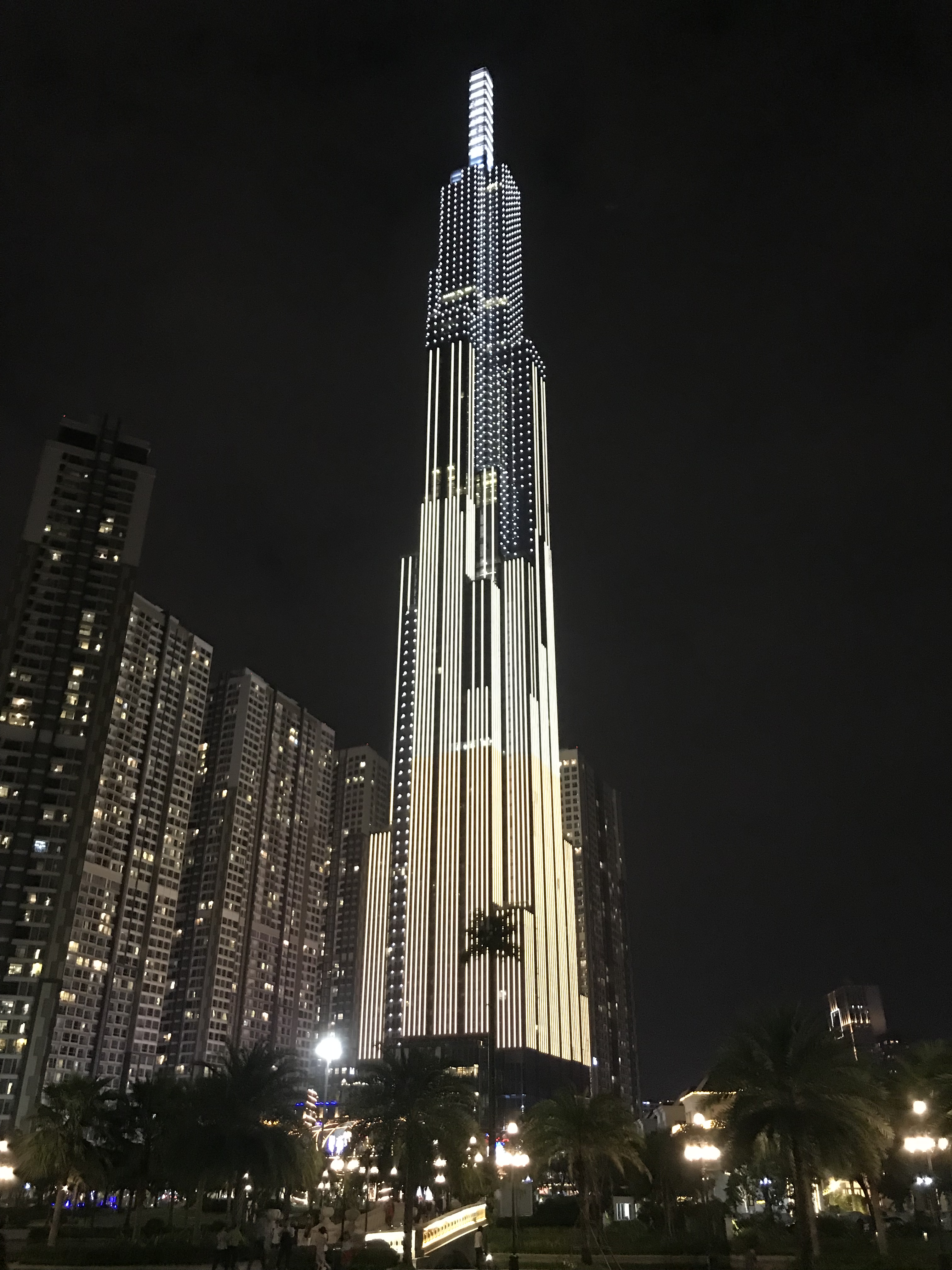
The Landmark 81 - tòa nhà cao nhất Việt Nam - 1 dự án của tập đoàn Vingroup.

- Tháng 12/2012: Thương vụ phát hành 300 triệu USD trái phiếu chuyển đổi quốc tế được Finance Asia - Tạp chí uy tín hàng đầu châu Á trong lĩnh vực tài chính, ngân hàng bình chọn là "Giao dịch tốt nhất Việt Nam 2012"[cần dẫn nguồn]
- Tháng 1/2013: Vingroup trở thành thành viên sáng lập của Diễn đàn Kinh tế Thế giới.[cần dẫn nguồn]
- Tháng 4/2013: Chính thức gia nhập thị trường giáo dục Việt Nam với thương hiệu Vinschool - Hệ thống trường học liên cấp từ mầm non đến trung học phổ thông.[cần dẫn nguồn]
- Tháng 5/2013: Hợp tác đầu tư với Warburg Pincus - Quỹ đầu tư hàng đầu thế giới, thu hút 200 triệu USD vào Công ty cổ phần Vincom Retail.[cần dẫn nguồn]
- Tháng 7/2013: Khai trương siêu trung tâm thương mại Vincom Mega Mall Royal City – Quần thể trung tâm thương mại – Vui chơi giải trí trong lòng đất lớn nhất châu Á.[cần dẫn nguồn]
- Tháng 10/2013: Ra mắt thương hiệu VinKE - Hệ thống trung tâm mua sắm, tư vấn giáo dục, sức khỏe dành riêng cho trẻ em Vingroup chính thức gia nhập thị trường bán lẻ.[15].
- Tháng 11/2013: Vingroup phát hành 200 triệu USD trái phiếu quốc tế và trở thành doanh nghiệp tư nhân đầu tiên phát hành thành công trái phiếu quốc tế.[cần dẫn nguồn]
- Tháng 11/2013: Ra mắt thương hiệu Vinhomes, dòng sản phẩm BĐS nhà ở dịch vụ hạng sang.[16]
- Năm 2014, khởi công dự án phức hợp Vinhomes Central Park tại thành phố Hồ Chí Minh. Ra mắt thương hiệu VinMart và VinMart+.[cần dẫn nguồn]
- Tháng 1/2015: Thành lập VinDS, công ty vận hành các chuỗi bán lẻ đồ thể thao (Sports World), giày dép (ShoeCenter), mỹ phẩm (BeautyZone) thời trang (Fashion MegaStore).[17]
- Năm 2015, ra mắt thương hiệu nông nghiệp công nghệ cao VinEco và siêu thị điện máy VinPro. Đưa vào vận hành vườn thú bán hoang dã Vinpearl Safari đầu tiên tại Việt Nam với 3.000 cá thể động vật thuộc 150 loài quý hiếm.
- Năm 2016: ra mắt chương trình chăm sóc khách hàng thân thiết và phát hành thẻ VinID.[cần dẫn nguồn]
- Năm 2017, ra mắt thương hiệu bất động sản đại chúng VinCity cùng trung tâm nghệ thuật đương đại Vincom (VCCA) và hãng phim hoạt hình VinTaTa. Niêm yết cổ phiếu CTCP Vincom Retail.[cần dẫn nguồn]
- Tháng 9 năm 2017: thành lập VinFast, công ty có ngành nghề đăng ký hoạt động là sản xuất thân xe có động cơ, rơ moóc và bán rơ moóc, sản xuất phụ tùng và bộ phận phụ trợ cho xe có động cơ và động cơ xe, đóng tàu và cấu kiện nổi, đóng thuyền, xuồng thể thao và giải trí, sản xuất đầu máy xe lửa, xe điện và toa xe.[18]
- Năm 2018: chính thức ra mắt thương hiệu đại học VinUni, thương hiệu dược phẩm VinFa. Khai trương công trình Landmark 81 tại Vinhomes Central Park cao 81 tầng - 461m (tòa nhà cao nhất Việt Nam). Thành lập công ty VinSmart trong lĩnh vực sản xuất điện thoại với việc hợp tác với hãng BQ - Tây Ban Nha. Thành lập công ty VinTech, định hướng trở thành tập đoàn công nghệ.[cần dẫn nguồn]
- Tháng 7, năm 2019: thành lập hãng hàng không Vinpearl Air tại khu đô thị sinh thái Vinhomes Riverside, Long Biên, Hà Nội, với tiền thân là Công ty CP Phát triển du lịch VinAsia.[19]
- Ngày 16/09/2019, mạng xã hội dành cho người Việt LOTUS sẽ được chính thức ra mắt bản beta, đây là dự án kế thừa dự án mạng xã hội Viva Việt Nam trước đó, Lotus được Công ty CP VCCorp hợp tác góp vốn cùng Vingroup.[20]
- Ngày 11/11/2019, Dự án Đại học VinUni đã công bố định hướng tuyển sinh cho năm học 2020 – 2021 cho 3 ngành: Kinh doanh Quản trị, Khoa học sức khỏe, Kỹ thuật và Khoa học máy tính. Hai đối tác chính là Đại học Cornell và Đại học Pennsylvania, thuộc nhóm Đại học Ivy League và trong Top 20 Đại học tốt nhất toàn cầu.[21]
- Ngày 3-12-2019, Tập đoàn Vingroup nhượng lại mảng bán lẻ VinCommerce và VinEco cho Tập đoàn Masan để tạo nên một tập đoàn hàng tiêu dùng - bán lẻ mới có sức cạnh tranh vượt trội và quy mô hàng đầu Việt Nam.[cần dẫn nguồn]
- Tháng 12 năm 2019, Vinsmart (đơn vị sản xuất điện thoại Vsmart) ra mắt 4 mẫu TV Vinsmart sử dụng tấm nền LED 4K HDR của LG, sản xuất tại nhà máy Vsmart thứ 2.[cần dẫn nguồn]
- Tháng 12 năm 2019, Adayroi thông báo dừng hoạt động, sáp nhập vào VinID, chuỗi bán lẻ điện máy VinPro tuyên bố giải thể. Vingroup rút chân khỏi mảng thương mại điện tử và bán lẻ điện máy.[cần dẫn nguồn]
- Tháng 1 năm 2020, Vinpearl Air thông báo rút khỏi thị trường hàng không Việt Nam.[cần dẫn nguồn]
- Ngày 30 tháng 3 năm 2020, nhằm đáp ứng lời kêu gọi toàn dân tham gia ủng hộ phòng chống dịch Covid 19 của Thủ tướng Việt Nam Nguyễn Xuân Phúc, VG đã bắt tay vào nghiên cứu việc sản xuất máy thở xâm nhập và không xâm nhập, máy đo thân nhiệt theo thiết kế của Medtronic, đại học MIT.[22][23][24][25]
- Ngày 20 tháng 12 năm 2020, ra mắt Quỹ VinFuture.[26]
- Ngày 02 tháng 02 năm 2021, trao tặng trung tâm bóng đá trẻ PVF cho Tập đoàn giáo dục Văn Lang.[27]

## Ngành nghề hoạt động
- Vinhomes (Bất động sản nhà ở, biệt thự và dịch vụ): Vingroup phát triển bất động sản ở cả ba phân khúc bất động sản gồm nhà ở trung - cao cấp (Vinhomes), nhà ở trung cấp (VinCity, sau đổi thành Vinhomes Sapphire, Vinhomes Ruby and Vinhomes Diamond[28]), nhà ở bình dân (Happy Town) và hệ thống văn phòng cho thuê cao cấp (Vin Office).[29] Các dự án tiêu biểu như: Vinhomes Royal City and Vincom Mega Mall, Vinhomes Times City & Park Hill, Vinhomes Nguyễn Chí Thanh, Vinhomes Riverside & The Harmony Long Biên, Vinhomes Central Park New Port and The Landmark 81, Vinhomes Dragon Bay Quảng Ninh, Vinhomes Imperia Hải Phòng, Vinhomes Skylake Phạm Hùng, Vinhomes Ocean Park Gia Lâm, Vinhomes Grand Park Quận 9, Vinhomes Smart City Tây Mỗ Đại Mỗ, Vinhomes New Center Hà Tĩnh, Vinhomes Star City Thanh Hóa, Vinhomes Golden River Quận 1, Vinhomes West Point Nam Từ Liêm, Vinhomes Green Bay Mễ Trì...

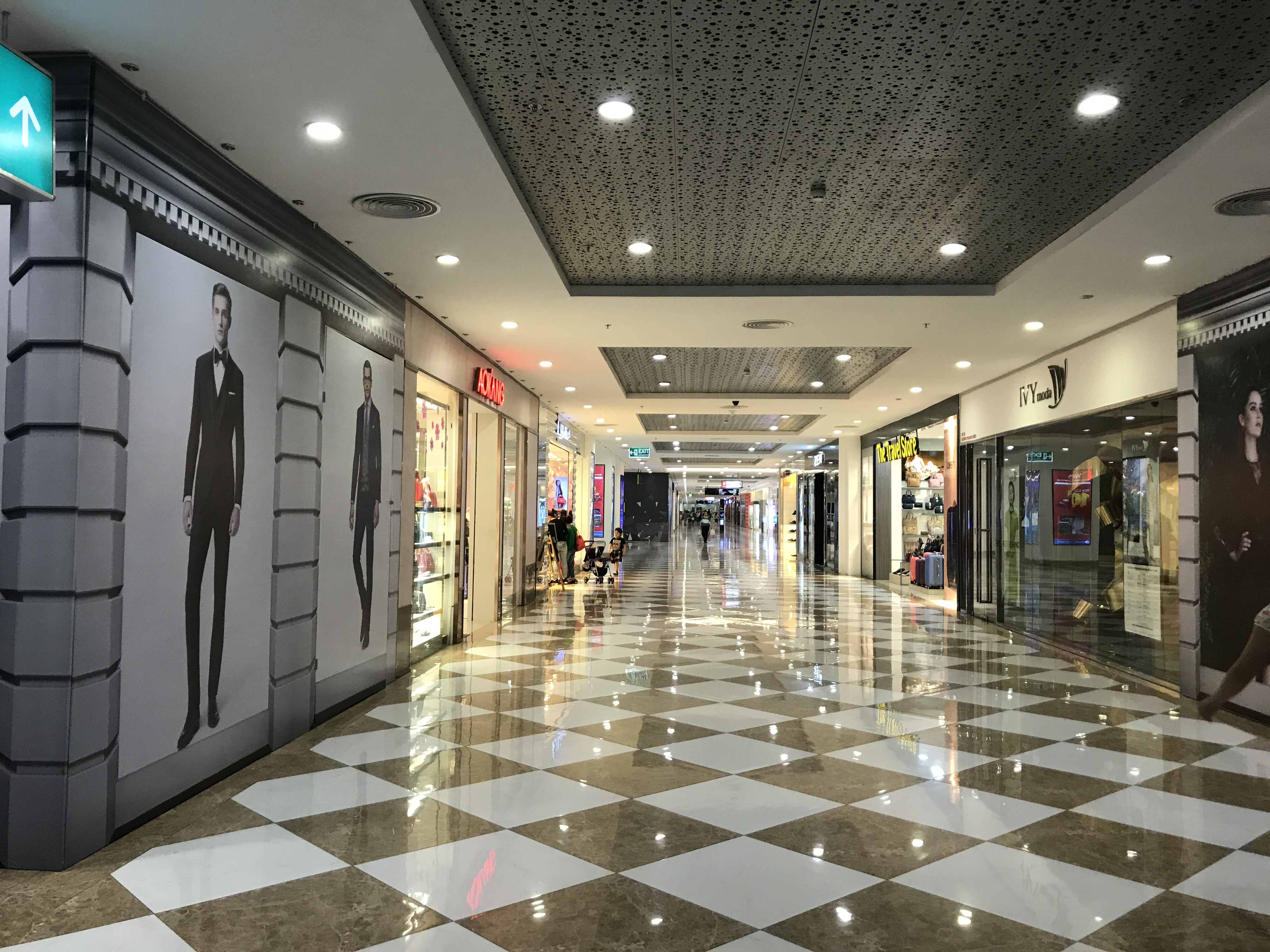
Vinhomes Royal City and Vincom Mega Mall

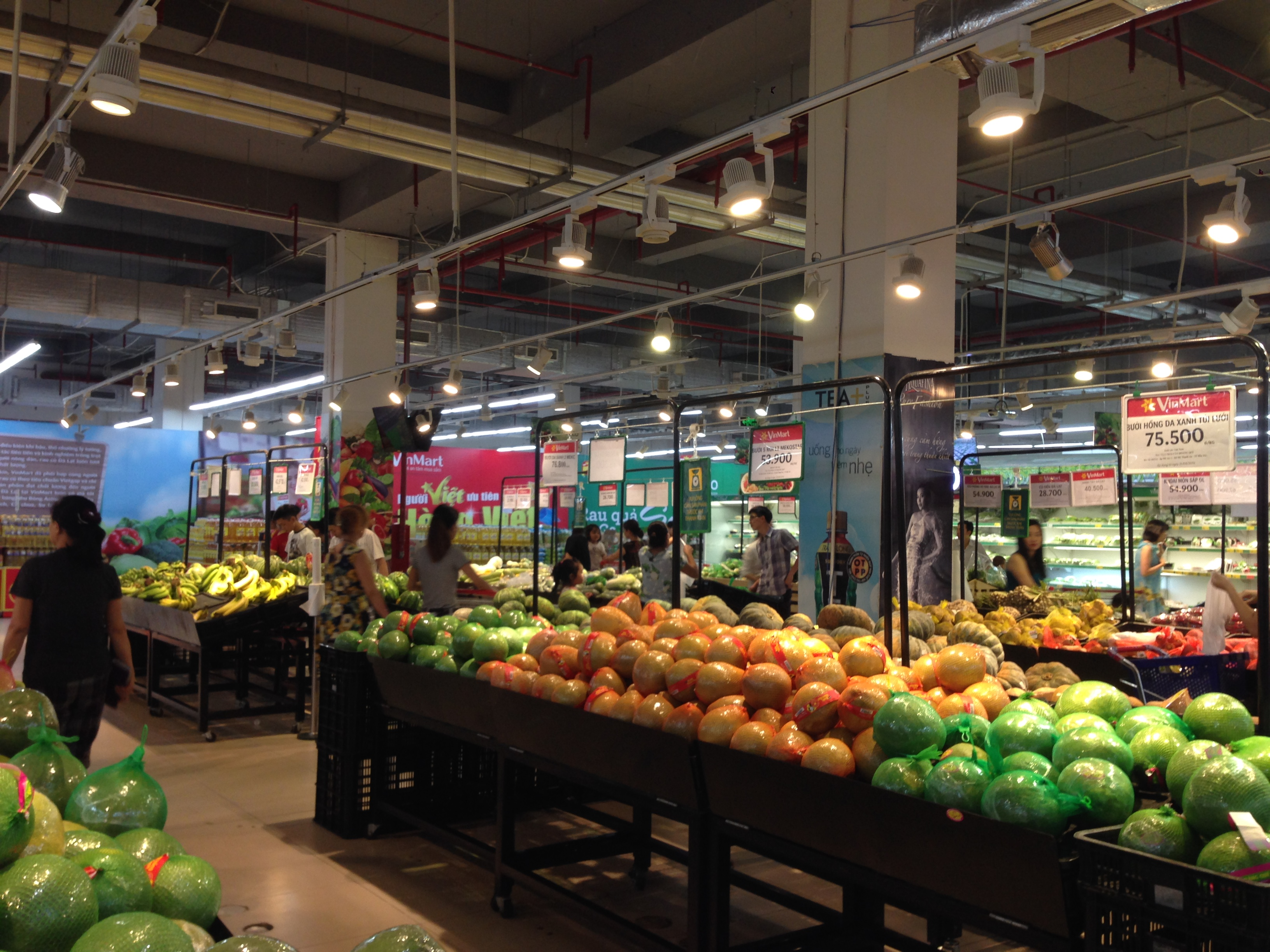
VinMart Times City

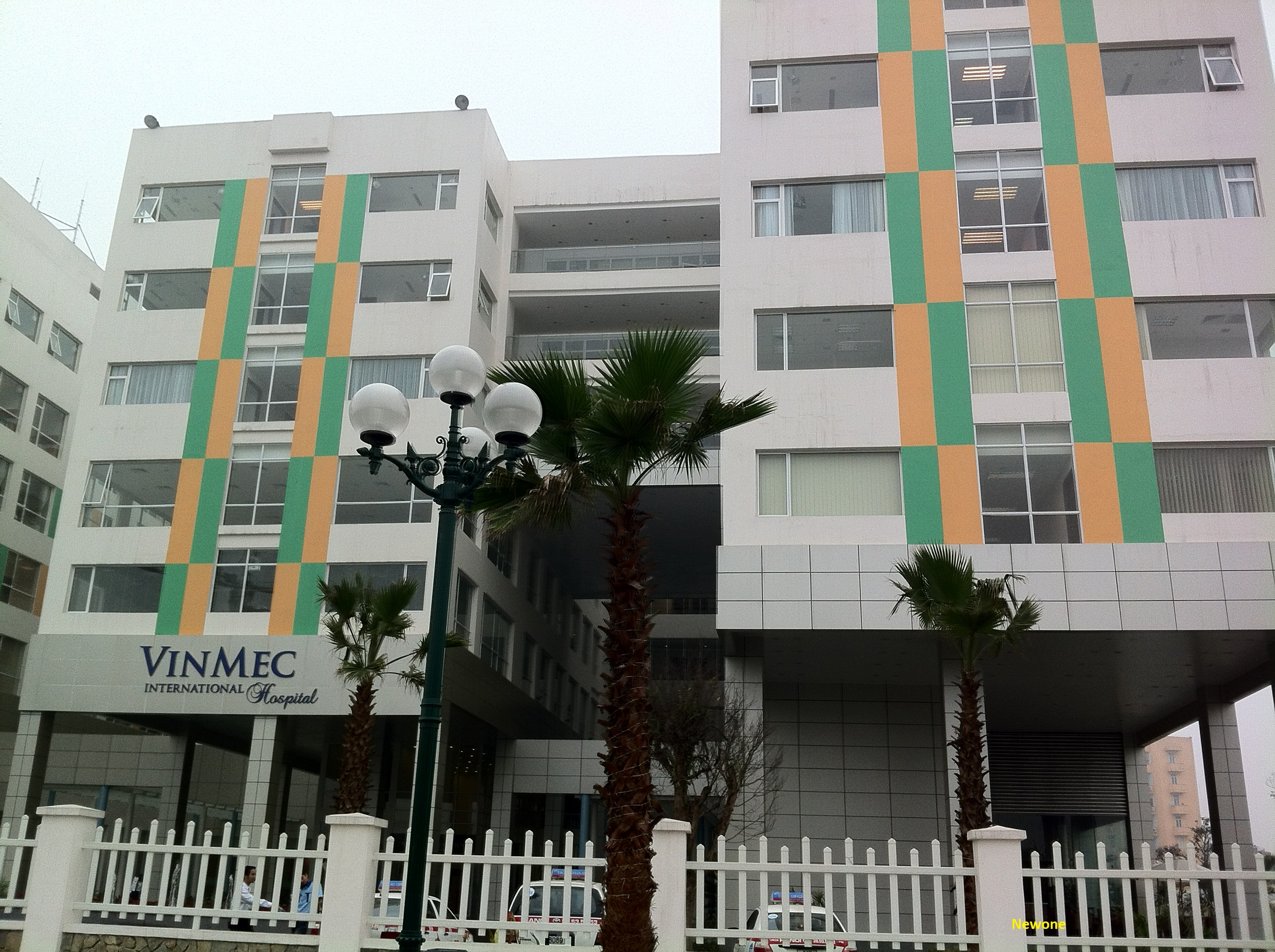
VinMec Times City

- Vincom Retail (Bất động sản thương mại, văn phòng): Các dự án, tổ hợp bất động sản thương mại tiêu biểu: Vincom Mega Mall Royal City và Vincom Mega Mall Times City, Vincom Center Bà Triệu, Vincom Plaza Long Biên, Vincom Center Đồng Khởi, Vincom Plaza Đà Nẵng, Vincom Plaza Cần Thơ, Vincom Plaza Hạ Long, Vincom Plaza Thủ Đức,...và hệ thống Vincom+, Vincom Shophouse.
- VinWonders: Công ty giải trí vui chơi như khu trượt băng và công viên nước; Chăm sóc và Bảo tồn Động vật Vinpearl Safari[30] Phú Quốc, Vinwonders Nha Trang, Vinwonders Phú Quốc, Vinwonders Nam Hội An, công viên hải dương Vinpearl Aquarium tại Times City.
- Vinpearl (Du lịch – giải trí): Vinpearl đang sở hữu những tổ hợp và dự án du lịch Việt Nam như Vinpearl Nha Trang, Vinpearl Đà Nẵng và hàng loạt dự án khác như Vinpearl Làng Vân, Vinpearl Hải Giang... Hệ thống sân golf đẳng cấp Vinpearl Golf.
- Hệ thống khách sạn và biệt thự nghỉ dưỡng Vinpearl bao gồm 4 dòng thương hiệu: Vinpearl Luxury, Vinpearl Hotels & Resorts, Vinpearl Discovery và VinOasis. Các dự án tiêu biểu: Vinpearl Luxury Đà Nẵng, Vinpearl Luxury Nha Trang, Vinpearl Resort & Golf Phú Quốc,
- VinMec (Dịch vụ y tế): Gồm Bệnh viện Đa khoa Quốc tế VinMec tại Khu đô thị Times City Hà Nội, phòng khám Đa khoa Quốc tế Vinmec Royal City.[31]

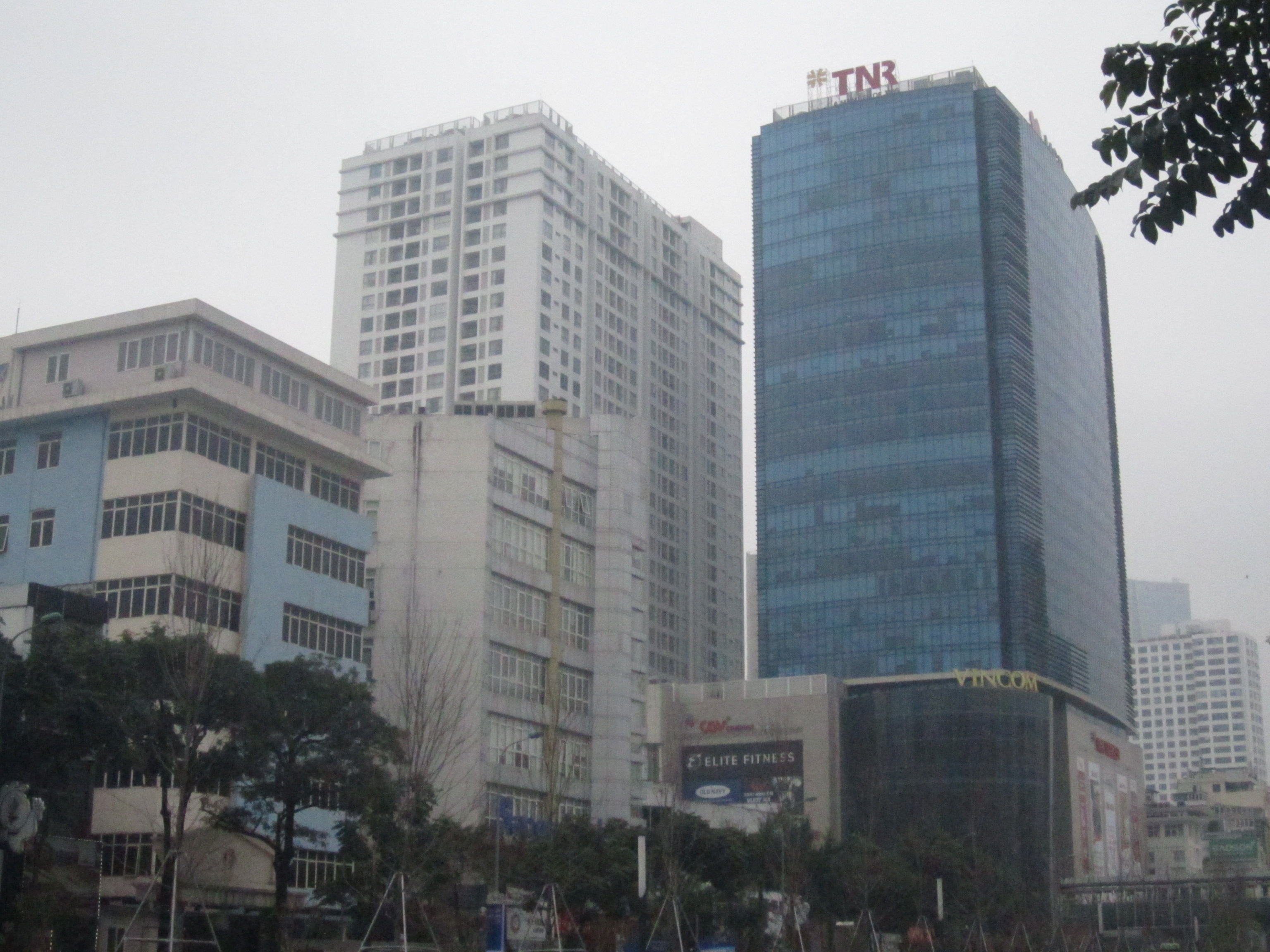
Vinschool: giáo dục từ mầm non, tiểu học, trung học cơ sở đến trung học phổ thông[32][33]. Hiện tại hệ thống đang có 27 cơ sở tại Hà Nội và TP Hồ Chí Minh với 23.000 học sinh.
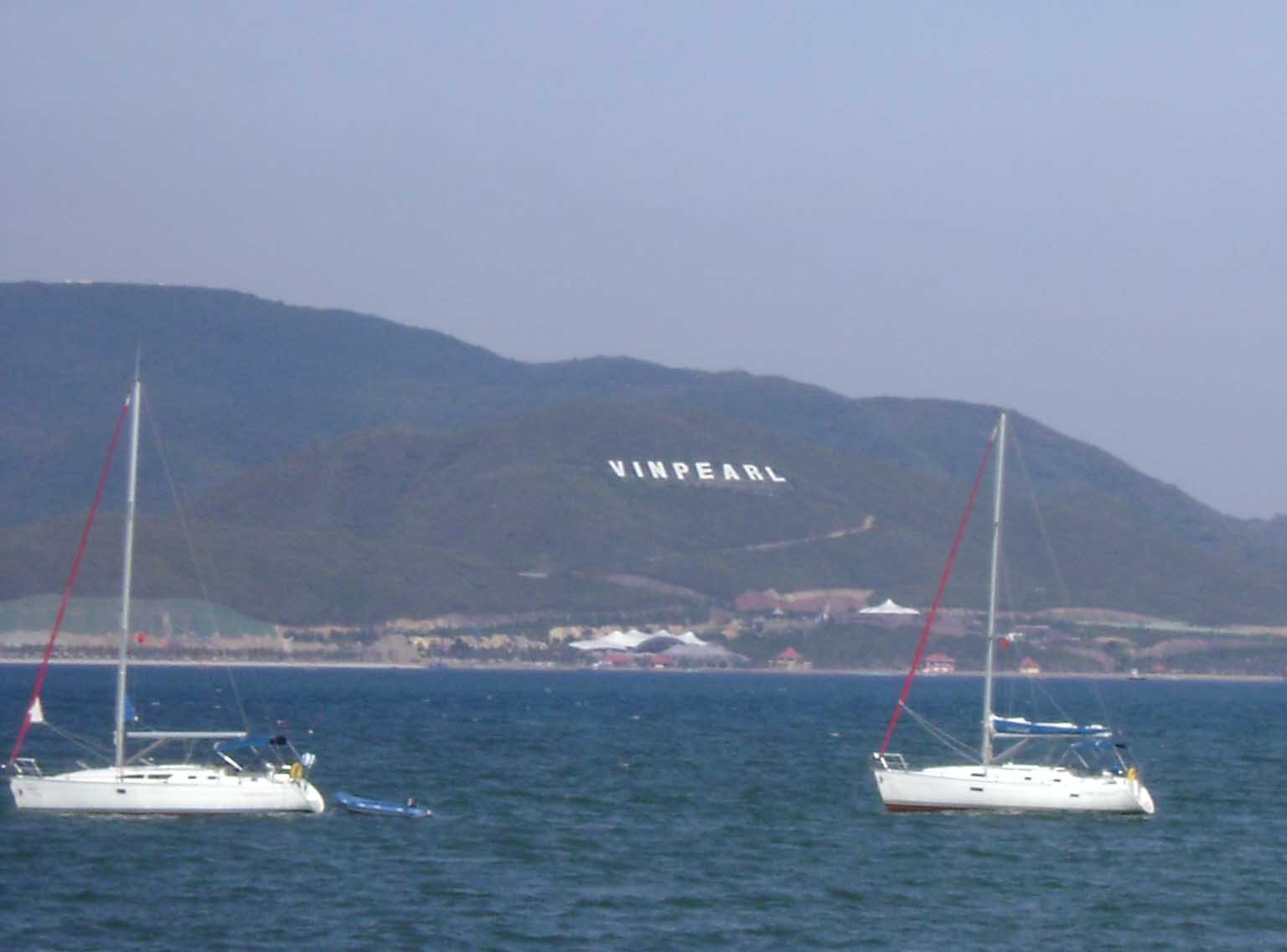
Vinpearl Land Nha Trang

- VinUni: Giáo dục đại học: Trường Đại học Y Vinmec[34] và Trường Đại học Quốc tế VinUni. Tập đoàn Vingroup đã chính thức ký thỏa thuận hợp tác chiến lược với hai trường thuộc Top 20 Đại học tốt nhất thế giới là Đại học Cornell và Đại học Pennsylvania ("Penn"), Hoa Kỳ, thuộc nhóm Đại học Ivy League. Ngày 11/11/2019, Dự án Đại học VinUni đã công bố định hướng tuyển sinh cho năm học 2020 – 2021 cho 3 ngành: Kinh doanh Quản trị, Khoa học sức khỏe, Kỹ thuật và Khoa học máy tính. Sau khi sơ lọc hồ sơ, VinUni sẽ có 2 vòng xét tuyển sinh viên: vòng 1 đánh giá chất lượng hồ sơ và vòng 2 là phỏng vấn. Điều kiện bắt buộc là thí sinh phải có khả năng hoặc tiềm năng học tập bằng tiếng Anh, thí sinh sẽ có lợi thế nếu có tố chất về nghệ thuật, thể thao.[21]
- Dược phẩm: VinFa.[35][36]
- VinDS: Thời trang, bao gồm VinDS Fashion- Sport- Shoes- Beauty và Index Living Mall[37].
- VinID: Là công cụ kết nối toàn bộ hệ sinh thái của Vingroup, với 5.2 triệu thành viên đến tháng 9 năm 2018. Ngày 16 tháng 9 năm 2019, VinID được Ngân hàng Nhà nước cấp Giấy phép hoạt động cung ứng dịch vụ trung gian thanh toán với dịch vụ được cấp phép là Ví điện tử.[38] VINID Pay.
- VinFast: sản xuất ô tô, xe máy sử dụng nhiên liệu lỏng và điện khởi công năm 2017[39] Từ 11/10/2018, Adayroi bắt đầu đăng thông tin xe VinFast.[40] VinFast sẽ sản xuất năm dòng sản phẩm ô tô là xe 5 chỗ (Sedan), xe thể thao (SUV), xe cỡ nhỏ, xe ô tô điện và xe buýt điện, đều dự kiến ra mắt vào năm 2019. Trong đó, hai mẫu ô tô động cơ đốt trong dòng Sedan 5 chỗ và SUV 7 chỗ ra mắt công chúng thành công vào đầu tháng 10 tại Triển lãm ô tô Paris năm 2018.
- VinBus: dự án xe buýt điện đô thị. Trong năm 2020 dự kiến sẽ triển khai 15 tuyến ở Hà Nội và Tp. Hồ Chí Minh.[41]
- VinTech: dự án thành phố công nghệ VinTech City, viện nghiên cứu trí tuệ nhân tạo Vin AI, với các cơ sở ở Hàn Quốc, Nhật Bản, Mỹ.[42]
- LOTUS: Mạng xã hội của người Việt (tiền thân là dự án Viva Việt Nam) hợp tác cùng VCCorp.
- ALMAZ: trung tâm hội nghị quốc tế Almaz tại Vinhomes Riverside Long Biên, Hà Nội.
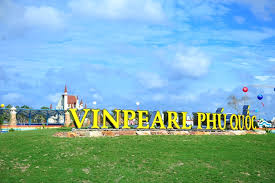
Casino Corona Phú Quốc: sòng bạc tiêu chuẩn quốc tế (đơn vị quản lý Upffinity Gaming Management, Hà Lan).
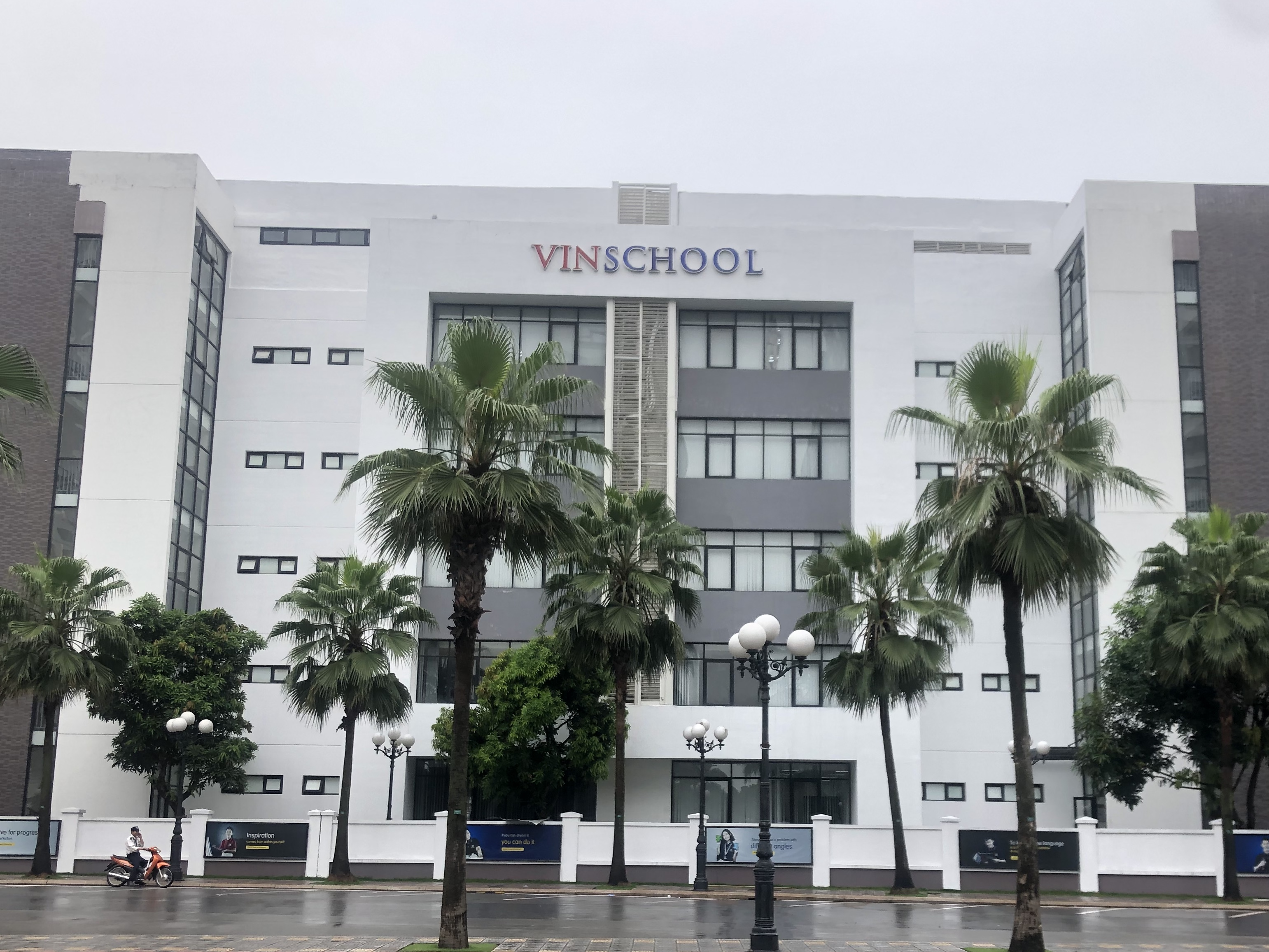
Vinschool Times City
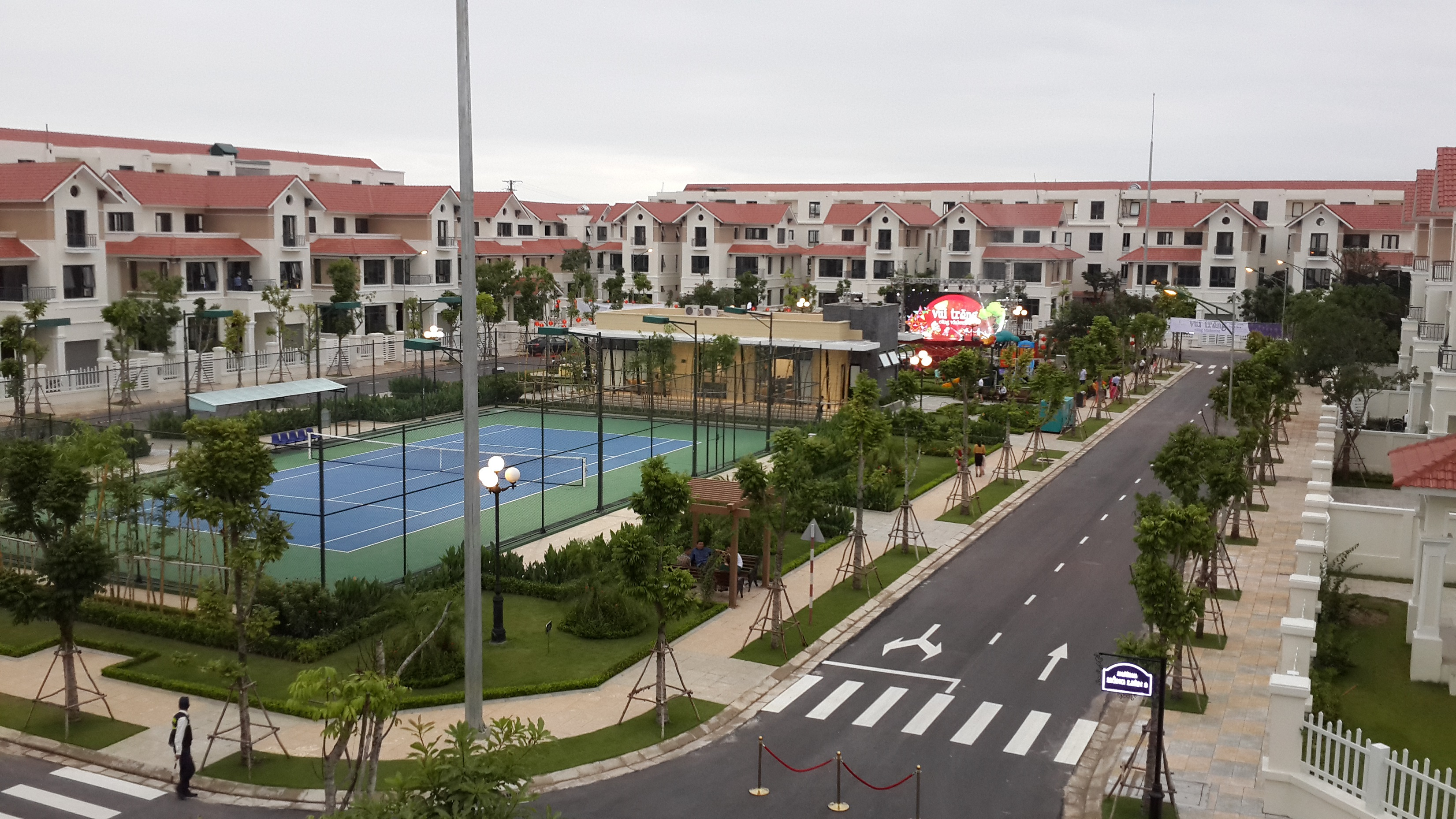
Vinhomes Hà Tĩnh

- Các lĩnh vực khác: VinKE (bán lẻ ngành hàng trẻ em), Vincharm (chăm sóc sắc đẹp và sức khỏe), Vintata (hãng phim hoạt hình), VinEco (nông nghiệp công nghệ cao), trung tâm nghệ thuật đương đại Vincom (VCCA)[44][45]...  - Vincom Nguyễn Chí Thanh, Hà Nội
  - Vinpearl Land Nha Trang
  - Vinpearl Land Phú Quốc
  - Vinschool Times City
  - Vinhomes Hà Tĩnh

### Đã dừng hoạt động
- VinPro: trung tâm công nghệ điện máy. Sáp nhập mua lại chuỗi của hàng công nghệ Viễn thông A. Tháng 12 năm 2019, chuỗi bán lẻ điện máy VinPro tuyên bố giải thể. Vingroup rút chân khỏi mảng bán lẻ điện máy.[46]
- VinMart: chuỗi siêu thị. Tính đến ngày 30 tháng 09 năm 2018, đã có 99 siêu thị VinMart* và 1.375 cửa hàng tiện ích VinMart+ hoạt động tại Hà Nội, Thành phố Hồ Chí Minh và nhiều tỉnh thành khác (Bao gồm 23 siêu thị sáp nhập từ hệ thống Fivimart, giao dịch hoàn thành trong tháng 10 năm 2018). Đã nhượng lại cho tập đoàn Masan.
  - VinMart+: chuỗi cửa hàng tiện ích.
- VinEco: sản xuất nông nghiệp[47], đã nhượng lại cho tập đoàn Masan.
- Adayroi.com: trung tâm thương mại điện tử. Tháng 12 năm 2019, Adayroi thông báo dừng hoạt động, sáp nhập vào VinID, Vingroup rút chân khỏi mảng thương mại điện tử.[46]
- VinSmart: Tháng 6 năm 2018, Tập đoàn Vingroup công bố triển khai kế hoạch sản xuất các thiết bị điện tử, khởi điểm là điện thoại thông minh thương hiệu Vsmart, hợp tác với hãng BQ - Tây Ban Nha.[48][49]. Nhà máy Vsmart được đầu tư xây dựng tại Tổ hợp sản xuất ô tô VinFast ở khu kinh tế Đình Vũ – Cát Hải (Hải Phòng). Vinsmart tuyên bố đến năm 2020, Vinsmart sẽ trở thành nhà gia công điện thoại (OEM) cho các hãng trong và ngoài nước. Ngày 10/11/2019, nhiều hội nhóm nhà thông minh (smarthome) Việt Nam chia sẻ hình ảnh các thiết bị có in thương hiệu Vsmart, trong đó có Smart TV VSmart. Cuối năm 2018, CEO Vingroup Nguyễn Việt Quang từng xác nhận Vsmart sẽ sản xuất các sản phẩm điện tử thông minh như smarthome, TV, điều hòa, tủ lạnh thông minh... Vào tháng 5, một lần nữa, Phó chủ tịch Tập đoàn Vingroup Lê Thị Thu Thủy xác nhận Vsmart đang nghiên cứu sản xuất các thiết bị điện tử như điều hòa, TV, tủ lạnh. Vào tháng 6, Vingroup cho khởi công nhà máy công nghệ cao Hòa Lạc (Thạch Thất, Hà Nội), có diện tích 15,2 ha.[50] Tháng 5/2021, thương hiệu chấm dứt hoạt động.
- VinPearl Air: hãng hàng không, đóng cửa tháng 1 năm 2020.
- PVF: Trung tâm đào tạo bóng đá trẻ, đã nhượng lại cho Bộ Công an vào tháng 6 năm 2022.[51]
- Vietnam Grand Prix: tài trợ và tổ chức giải đua Công thức một vào ngày 5/4/2020 tại Hà Nội. Đóng cửa ngày 4 tháng 5 năm 2023.

## Các cổ đông lớn nhất
1. Công ty Cổ phần Tập đoàn Việt Nam: nắm giữ 880 triệu cổ phiếu VIC, chiếm 33,4% cổ phần Vingroup. Ông Phạm Nhật Vượng sở hữu 10% cổ phần tại tập đoàn này.
2. Phạm Nhật Vượng: nắm giữ 27,45% cổ phần Vingroup.
3. SK Group (Hàn Quốc): sở hữu 205,7 triệu cổ phiếu VIC, hay 6,15% vốn điều lệ.[52]
4. Phạm Thu Hương (vợ ông Vượng): nắm giữ 151 triệu cổ phiếu VIC, tương đương 4,7% cổ phần Vingroup.
5. Công ty Cổ phần Vinpearl: nắm giữ 3,4% cổ phần Vingroup.
6. Phạm Thúy Hằng (em gái bà Phạm Thu Hương): sở hữu 100,8 triệu cổ phiếu VIC, tương đương 3,16% cổ phần Vingroup.
7. Công ty cổ phần đầu tư và phát triển địa ốc Thành phố Hoàng Gia (Royal City JSC): sở hữu 2,4% cổ phần Vingroup.
8. Phạm Hồng Linh (chị bà Phạm Thu Hương): sở hữu 83,4 triệu cổ phiếu VIC.
9. Nguyễn Quốc Thành (chồng bà Phạm Thúy Hằng): sở hữu 9 triệu cổ phiếu VIC.[53]

### Niêm yết trên sàn chứng khoán:
Ngoài mã cổ phiếu VIC của Vingroup. 2 công ty con khác cũng được niêm yết trên sàn HOSE là Cty Cổ phần Vinhomes (mã cổ phiếu VHM) và Cty Cổ phần Vincom Retail (mã cổ phiếu VRE).

## Các công ty thành viên chủ chốt
Tính đến ngày 30 tháng 6 năm 2019, Vingroup có 87 công ty con đang hoạt động. Tiêu biểu nhất bao gồm:
1. Công ty cổ phần Vinhomes.
2. Công ty cổ phần Vincom Retail.
3. Công ty cổ phần Vinpearl.
4. Công ty cổ phần Đầu tư phát triển địa ốc Thành phố Hoàng gia.
5. Công ty cổ phần Dịch vụ Thương mại Tổng hợp VinCommerce.
6. Công ty cổ phần Kinh doanh và Thương mại Dịch vụ VinPro.
7. Công ty cổ phần VinID.
8. Công ty TNHH Sản xuất và Kinh doanh VinFast.
9. Công ty cổ phần Nghiên cứu và Sản xuất VinSmart.
10. Công ty cổ phần Bệnh viện Đa khoa Quốc tế VinMec.
11. Công ty cổ phần VinFa.
12. Công ty TNHH Một thành viên Vinschool.
13. Công ty TNHH Giáo dục và đào tạo VinAcademy.
14. Công ty TNHH Đầu tư Sản xuất Phát triển Nông nghiệp VinEco.
15. Công ty cổ phần Phát triển công nghệ VinTech.
16. Công ty cổ phần Sách Việt Nam SAVINA.
17. Công ty TNHH Đô thị đại học Berjaya Vietnam.
18. Công ty TNHH trung tâm tài chính Vietnam Berjaya.
19. Công ty cổ phần Cảng Nha Trang.
20. Công ty cổ phần Hàng không Vinpearl Air.
21. Công ty cổ phần VINDFS.
22. Mundo Reader S.L (công ty sở hữu thương hiệu điện thoại BQ - Tây Ban Nha).
23. Công ty TNHH Dịch vụ an ninh mạng VINCSS.
24. Công ty TNHH triển khai hệ thống phần mềm Vinsoftware.
25. Công ty TNHH tư vấn giải pháp tự động hóa quản trị Vinbrain.
26. Công ty cổ phần Sản xuất thương mại Xuất nhập khẩu Viễn thông A.
27. Công ty cổ phần Phát triển thương mại dịch vụ ADAYROI.
28. GENERAL MOTORS Vietnam (Công ty TNHH GM Việt Nam).
29. Công ty Cổ phần Đầu tư và Phát triển Du lịch Phú Quốc.
30. Công ty Cổ phần Đầu tư và Phát triển Đô thị Sài Đồng.
31. Công ty Cổ phần Phát triển Đô thị Nam Hà Nội.

## Ban lãnh đạo
Ban lãnh đạo Vingroup:
1. Chủ tịch Hội đồng Quản trị: Phạm Nhật Vượng,
2. Phó chủ tịch HĐQT: Phạm Thúy Hằng,
3. Phó chủ tịch HĐQT: Lê Khắc Hiệp,
4. Phó chủ tịch HĐQT: Phạm Thu Hương,
5. Phó chủ tịch HĐQT kiêm ủy quyền công bố thông tin: Nguyễn Diệu Linh,
6. Thành viên HĐQT độc lập: Marc Villiers Townsend,
7. Thành viên HĐQT, tổng giám đốc CEO và người đại diện pháp luật: Nguyễn Việt Quang,
8. Thành viên HĐQT độc lập: Ling Chung Yee Roy,
9. Thành viên HĐQT: Joseph Raymond Gagnon (đại diện quỹ Warburg Pincus, từ nhiệm ngày 08/07/2019) [55],
10. Phó chủ tịch phụ trách VinFast: Lê Thị Thu Thủy,
11. Phó chủ tịch phụ trách VinCommerce: Thái Thị Thanh Hải,
12. Phó chủ tịch phụ trách VinAcademy: Lê Mai Lan.

Năm 2019, ban giám đốc của Vingroup gồm có sáu người:
1. Tổng giám đốc: Nguyễn Việt Quang.[56] (CEO và người đại diện pháp luật).
2. Các phó tổng giám đốc: Mai Hương Nội (phó tổng giám đốc kiêm chủ nhiệm văn phòng), Phạm Văn Khương, Nguyễn Thị Dịu (phó tổng giám đốc kiêm tổng giám đốc VinID, thành viên HĐQT Vincom Retail) Nguyễn Thị Thu Hiền (phó tổng giám đốc kiêm kế toán trưởng) Dương Thi Hoàn [57].

Một số nhà lãnh đạo nổi bật khác:
1. Trương Lý Hoàng Phi (hay Shark Phi): tổng giám đốc VinTech City
2. Thái Vân Linh (hay Shark Linh): CEO công ty hỗ trợ khởi nghiệp Vingroup Ventures.
3. Lê Thúy An: Tổng giám đốc VinMec
4. James B. Deluca: Tổng giám đốc VinFast
5. Trần Mai Hoa: tổng giám đốc Vincom Retail.
6. Vũ Tuyết Hằng: tổng giám đốc VinEco
7. Phan Hà Thủy: tổng giám đốc Vinschool.
8. Nguyễn Thục Hiền: đại diện pháp luật Vinsoftware, Cty TNHH MTV Thương mai đầu tư phát triển Thời Đại,...
9. Nguyễn Mai Hoa: đại diện pháp luật Adayroi.com, GM Motors Vietnam, Vinfast Escooter, Vinconnect.
10. Đặng Thanh Thủy: đại diện pháp luật và giám đốc công ty cổ phần Vinpearl, Vinpearl Land Phú Quốc,...

## Tái cơ cấu tập đoàn, đóng cửa các mảng kinh doanh không hiệu quả

### Thương vụ với Masan, thành lập Tập đoàn Hàng tiêu dùng - Bán lẻ hàng đầu Việt Nam
Ngày 3-12-2019, Tập đoàn Vingroup và Tập đoàn Masan đã thỏa thuận nguyên tắc về việc hoán đổi cổ phần Công ty cổ phần Dịch vụ Thương mại Tổng hợp VinCommerce và Công ty TNHH Đầu tư Sản xuất Phát triển Nông nghiệp VinEco nhằm tối ưu hóa thế mạnh hoạt động của mỗi bên, đồng thời tạo nên một tập đoàn hàng tiêu dùng - bán lẻ mới có sức cạnh tranh vượt trội và quy mô hàng đầu Việt Nam.
Theo nội dung thỏa thuận, Công ty cổ phần Dịch vụ thương mại Tổng hợp VinCommerce của Vingroup (bán lẻ), VinEco (nông nghiệp), Công ty cổ phần Hàng tiêu dùng Masan - Masan Consumer Holding (tiêu dùng) sẽ sáp nhập để thành lập Tập đoàn Hàng tiêu dùng - bán lẻ hàng đầu Việt Nam. Theo đó, Vingroup sẽ hoán đổi toàn bộ cổ phần trong VinCommerce thành cổ phần của công ty mới sau sáp nhập. Masan Group sẽ nắm quyền kiểm soát hoạt động, Vingroup là cổ đông.
Công ty mới sẽ sở hữu mạng lưới hơn 2.600 siêu thị và cửa hàng VinMart & VinMart + tại 50 tỉnh thành với hàng triệu khách hàng; hệ thống 14 nông trường công nghệ cao VinEco sẽ do Masan quản lý, vận hành.
Hồi tháng 8-2019, trong công cuộc tái cơ cấu sở hữu nội bộ, Vingroup đã không còn sở hữu trực tiếp cổ phần trong VinCommerce mà sở hữu gián tiếp thông qua công ty con là VCM, một công ty mới thành lập, ban đầu có vốn điều lệ 1 tỉ đồng do Vingroup góp vốn 64,3%; hoạt động chính trong lĩnh vực tư vấn quản lý, Chủ tịch của VCM là bà Mai Hương Nội - Phó Tổng giám đốc Vingroup.

### Đóng cửa VinPro, sáp nhập Adayroi.com
Cũng trong thời gian này, Vingroup có nhiều hoạt động tái cơ cấu và cắt giảm các mảng kinh doanh không hiệu quả. Adayroi thông báo dừng hoạt động, sáp nhập vào VinID, chuỗi bán lẻ điện máy VinPro tuyên bố giải thể. Như vậy, Vingroup đã rút chân khỏi mảng thương mại điện tử và bán lẻ điện máy.

### Đóng cửa Vinpearl Air
Ngày 14/01/2020, lãnh đạo tập đoàn Vingroup tuyên bố rút khỏi lĩnh vực hàng không, Vinpearl Air đóng cửa. Tuy nhiên quyết định trên không ảnh hưởng đến mảng đào tạo phi công do Trường Đào tạo nhân lực kỹ thuật cao ngành hàng không VinAviation đảm nhiệm.

### Đóng cửa Vsmart
Đầu năm 2021, VinSmart tuyên bố dừng nghiên cứu, sản xuất điện thoại di động, chỉ sau gần 3 năm thành lập thương hiệu. Về nguyên nhân rút khỏi lĩnh vực smartphone, ông Nguyễn Việt Quang, phó chủ tịch kiêm tổng giám đốc Tập đoàn Vingroup nói: "Việc sản xuất điện thoại hoặc tivi thông minh đã không còn mang lại khả năng đột phá, tạo ra giá trị khác biệt cho người dùng"

## Hoạt động xã hội cộng đồng
Quỹ Thiện Tâm, một tổ chức phi lợi nhuận, có mục đích từ thiện được Tập đoàn Vingroup thành lập năm 2006 và tài trợ toàn bộ chi phí hoạt động. Từ khi thành lập, Quỹ đã triển khai nhiều chương trình xã hội – từ thiện như chăm lo các gia đình chính sách, hỗ trợ phát triển cho các địa phương nghèo; ủng hộ, cứu trợ đồng bào bị thiên tai; xây dựng, phát triển các công trình văn hoá, giáo dục... Gần đây nhất là Quỹ cùng với Bệnh viện Đa khoa Quốc tế Vinmec tổ chức khám chữa bệnh miễn phí cho trẻ em và người cao tuổi là người nghèo, gia đình có hoàn cảnh đặc biệt khó khăn  Quỹ Thiện tâm cùng với 2 thành viên khác của Vingroup (Công ty CP Đầu tư và Thương mại PFV - 10% và Công ty TNHH MTV Vinpearl - 10%) thành lập Quỹ Đầu tư và Phát triển Tài năng Bóng đá Việt Nam PVF.
Vingroup cũng tham gia giải bóng chuyền nữ VTV Cup.
Năm 2018, Vingroup hỗ trợ Đài Truyền hình Việt Nam (VTV) 5 triệu USD mua bản quyền Giải vô địch bóng đá thế giới 2018 tại Nga.
Tháng 8/2018, Vingroup hỗ trợ VOV, VTC mua bản quyền ASIAD 2018 tại Indonesia.
Ngày 7/11/2019, Liên đoàn bóng đá Việt Nam VFF công bố Tập đoàn Vingroup là một trong những nhà tài trợ hỗ trợ trả lương cho HLV Park Hang Seo trong bản hợp đồng gia hạn mới tại Việt Nam.
Trong khi dịch bệnh COVID-19 diễn biến phức tạp tại Việt Nam, Vingroup đã có nhiều hoạt động hỗ trợ ngành y tế và Đà Nẵng chống lại đại dịch.

## Bê bối và chỉ trích

### Thâu tóm đất đai
Theo nhà báo Trương Duy Nhất, mặc dù là một tập đoàn kinh tế đa ngành nghề nhưng hoạt động sinh lời chính của Vingroup hiện nay vẫn là doanh thu từ bất động sản với việc mua lại thậm chí cưỡng đoạt những dự án địa ốc màu mỡ từ Nam ra Bắc, trên đất liền cho đến các hải đảo, với giá rẻ mạt và bán lại với mức giá chênh lệch gấp hàng chục thậm chí hàng trăm lần.

### Tặng nhà cho quan chức
Theo RFA trong danh sách khách hàng cư dân hiện sở hữu những căn biệt thư triệu đô của Vingroup có Bộ trưởng Thông tin và truyền thông Trương Minh Tuấn, Tổng giám đốc Đài truyền hình quốc gia Trần Bình Minh, Chánh toà án nhân dân tối cao Nguyễn Hoà Bình cũng như nhiều quan chức cấp cao của nhiều bộ ngành tại Việt Nam. Đặc biệt, phần lớn những căn biệt thự này được trao tặng dưới danh nghĩa quà biếu, tặng hoặc bán lại với mức giá tượng trưng.

### Ép buộc nhân viên phải mua xe điện, ôtô và điện thoại của Công ty
Ngày 31/07/2019, một văn bản bị rò rỉ trên mạng xã hội cho thấy Tập đoàn Vingroup phê bình tập thể cán bộ công nhân viên "Có ý thức rất kém, không thể hiện được vai trò thúc đẩy, truyền lửa trong phong trào "Người Vin dùng hàng Vin," không nỗ lực chung tay cùng tập đoàn trong việc lan tỏa tin thần yêu nước, tự tôn dân tộc và xây dựng thương hiệu quốc gia." Văn bản do bà Mai Hương Nội - chánh văn phòng Chủ tịch Tập đoàn Vingroup ký ban hành ghi rằng tỷ lệ cán bộ, nhân viên đăng ký mua hoặc thuê xe Vinfast của các phòng, ban thuộc tập đoàn này "nếu dưới 90% thì bị trừ thưởng 100%, còn dưới 95% thì bị trừ 50%". Thông báo cũng nêu rằng những cán bộ, nhân viên nếu không chấp hành lệnh mua hoặc thuê xe Vinfast thì sẽ không được miễn phí hoặc trợ giúp phí gửi xe từ ngày 01/10/2019. Những người chưa mua được gia hạn chót để "sửa sai" đến ngày 01/09/2019.
Một bài báo trên tờ báo tài chính Financial Times cũng mô tả email nội bộ rò rỉ mà hai nhân viên của Vingroup xác nhận rằng tất cả nhân viên còn phải chuyển sang điện thoại Vsmart của hãng sản xuất. Chủ tịch Vingroup Phạm Nhật Vượng đặt hạn chót là ngày 01/12/2019 để toàn bộ nhân viên cũng tập đoàn sẽ sử dụng điện thoại Vsmart, vốn được công ty ra mắt vào cuối năm ngoái. Những người Vingroup tuyển dụng mới sẽ phải chuyển sang sử dụng điện thoại Vsmart trong vòng hai tháng kể từ ngày ký hợp đồng lao động. Vingroup cũng cấm tất cả ô tô và xe máy không phải là xe VinFast được đậu tại bãi để xe của công ty từ cuối năm 2019. Trong một văn bản khác, một nhân viên cấp lãnh đạo khác của Vingroup đã phàn nàn rằng chỉ có 8% nhân viên đã mua xe VinFast và cảnh báo nhân viên quản lý cấp cao rằng họ sẽ bị mất tiền thưởng nếu không tăng mức mua xe VinFast lên ít nhất 30%.C

### Thao túng truyền thông trong nước
Theo RFA, mọi thông tin liên quan đến Vingroup đều phải được chính Ban truyền thông của họ kiểm duyệt trước khi gửi ra cho các đơn vị truyền thông nhà nước loan tải.
Theo nhà báo Trương Duy Nhất: "bất cứ vấn đề gì nêu về anh em nhà Vượng Vin đều được "gỡ ngay trong 1,2 nốt nhạc". Thậm chí lời nói của Thủ tướng yêu cầu sau khi xây toà cao ốc ở Giảng Võ của Tập đoàn Vingroup, khi ông Nguyễn Xuân Phúc vừa lên Thủ tướng có nói "Quy hoạch thủ đô ai cho xây toà nhà cao tầng ở chỗ đó?". Chưa tới nửa tiếng sau tất cả các báo đều gỡ lời phát biểu của thủ tướng mà Thủ tướng cũng chẳng dám ý kiến gì."
Ngày 25 tháng 5 năm 2018, blogger Nguyễn Anh Tuấn đã bị A67, Cục Chống Phản động và Khủng bố thuộc Bộ Công an chi nhánh phía Nam giữ lại tại sân bay Tân Sơn Nhất để yêu cầu xóa các bài viết về Tập đoàn Vingroup lấy các khu đất vàng Hà Nội mà không qua đấu thầu. Ông Tuấn đã từ chối.
Trong vụ mâu thuẫn liên quan đến khu đô thị Skylake tại Hà Nội, công an đã đến nhà và gọi điện thoại cảnh báo những người mua căn hộ Skylake, mà đã đi biểu tình vào tháng 3/2019 để phản đối Vingroup, không được nói chuyện với phóng viên hay đăng bài trên Facebook.
Vingroup xác nhận với Financial Times rằng công ty có theo dõi mạng xã hội với mục tiêu "xử lý nhanh" nhằm bảo vệ quyền lợi khách hàng của họ, và nói thêm "Thông thường, những người phàn nàn trên mạng xã hội đều tự nguyện sửa bài hoặc xóa bài".
Woochan Kim, một giáo sư dạy ngành kinh doanh của Đại học Korea, nói "Nếu Vingroup hay các doanh nghiệp khác chiếm một phần đáng kể việc sản xuất hay nguồn việc làm của Việt Nam, chính phủ sẽ không có lựa chọn nào ngoài việc phải dựa dẫm vào các doanh nghiệp lớn đó để điều chỉnh chính sách kinh tế. Rất khó để quản lý các doanh nghiệp này, và truyền thông trong nước sẽ phụ thuộc nặng nề vào quảng cáo từ Vingroup và các doanh nghiệp khác. Phụ thuộc tới mức truyền thông sẽ không đưa tin về các bê bối của doanh nghiệp".
Theo John Reed, Trưởng văn phòng Đông Nam Á của báo Financial Times, kể khi ông tham dự buổi ra mắt điện thoại VSmart ở Thành phố Hồ Chí Minh vào tháng 12/ 2018, ông được tặng 2 triệu đồng (85 USD) trong phong bì cho phóng viên. Khi ông trả lại, Vingroup xác nhận đây là "thông lệ" ở Việt Nam để mời phóng viên ăn trưa. Reed cho biết bữa trưa ở khách sạn tại Hà Nội do báo Financial Times của ông chi trả, chỉ mất chưa tới 10 USD.

### Nỗ lực thao túng truyền thông nước ngoài
Khi John Reed, Trưởng văn phòng Đông Nam Á của báo Financial Times lần đầu viết bài về VinFast cho Financial Times năm 2018, Vingroup đã liên lạc với Reed chỉ vài phút sau khi bài báo được đăng lên mạng và yêu cầu báo này xóa bỏ một câu trong bài nói về mối quan hệ giữa Vingroup với hãng BMW vốn đang hỗ trợ chuyên môn kỹ thuật cho VinFast, nhưng Vingroup không hề nói rằng câu đó sai sự thật. Financial Times đã từ chối yêu cầu.

### Điện thoại VSmart giống với smartphone đến từ Trung Quốc
Vào tháng 8/2019, trong một video đăng trên YouTube, smartphone mới ra mắt của VinSmart - VSmart Live có hình thức giống hệt Meizu 16XS bán ở Trung Quốc, kể cả thành phần bên trong. Ông Nguyễn Minh Việt, Viện trưởng Viện Nghiên cứu Thiết bị di động, công ty VinSmart, cho biết: "Trong quá trình sản xuất điện thoại, VinSmart hợp tác với nhiều hãng ODM (Original Designed Manufacturer – Công ty thiết kế sản phẩm gốc) hàng đầu. Công ty đã hợp tác với BQ (Tây Ban Nha), Fujitsu (Nhật Bản) cũng theo cách làm này". VSmart trong tương lai cũng có định hướng phát triển trở thành nhà gia công linh kiện cho các hãng điện thoại trong và ngoài nước.

## Đánh giá
Bà Lê Thị Thu Thủy, phó chủ tịch tập đoàn, miêu tả Vingroup như một nhà cung ứng hàng hóa và dịch vụ cho người dân "từ lúc ra đời đến lúc chết" trong bối cảnh một quốc gia đang trong giai đoạn chuyển dịch.
Ông Đặng Hoàng Giang, Phó Giám đốc Trung tâm Nghiên cứu phát triển và Hỗ trợ cộng đồng (CECODES), cho rằng: "Một phần công luận ngưỡng mộ Vingroup vì đã xây các tòa nhà cao tầng, khu nghỉ dưỡng. Một phần khác, trong đó có tôi, lo ngại sâu sắc về tác động tiêu cực lên môi trường từ một số hoạt động kinh doanh của họ, cách thức mờ ám để biến tài sản công thành tài sản của họ, và cách họ cố gắng tác động truyền thông và bịt miệng người chỉ trích."
Một nhà quan sát chính trị, Alexander Vuving, cho rằng "Vingroup là một trong những công ty tư nhân được quản trị tốt nhất Việt Nam. Nhưng thành công của mọi công ty tư nhân ở Việt Nam đều phụ thuộc vào quan hệ với các chính trị gia, nên số phận của Vingroup rất phụ thuộc vào các dàn xếp chính trị bên trong tầng lớp cầm quyền."

## Giải thưởng
- Từ 2008 tới 2013, Tập đoàn Vingroup 5 lần nhận được giải thưởng "Sao vàng đất Việt"; 4 lần nhận giải thưởng "Top 10 Doanh nghiệp Thương mại Dịch vụ xuất sắc" dành cho thương hiệu Vincom; 04 lần nhận Giải thưởng "Top ten khách sạn 5 sao" dành cho thương hiệu Vinpearl.[cần dẫn nguồn]
- Năm 2012, Tập đoàn Vingroup nhận các giải thưởng quốc tế: "Giao dịch thị trường vốn tốt nhất Việt Nam 2012 - Vietnam Capital Markets Deal" do tờ báo tài chính International Financing Review bình chọn (tháng 12/2012); "Chủ đầu tư tốt nhất - Best Developer" và "Dự án biệt thự tốt nhất - Best Villa Development" tại Lễ trao giải "Bất động sản khu vực Đông Nam Á 2012" ở Singapore (tháng 11/2012); Giải "Nhà đầu tư bán lẻ tốt nhất Việt Nam năm 2012 - Best Retail Developer Award" do Tạp chí Euromoney bình chọn (tháng 9/2012).[cần dẫn nguồn]
- Đầu năm 2013, Tập đoàn Vingroup nhận các giải: Top 10 thương hiệu mạnh Việt Nam (3/2013)[72]; Giải thưởng kép về "Kiến trúc năng lượng hiệu quả" cho Vinpearl Resort Nha Trang và Vincom Center Đồng Khởi (ngày 28/3/2013),… Trên trường quốc tế, Tập đoàn Vingroup được Diễn đàn Kinh tế Thế giới WEF "thăng hạng" lên cấp Thành viên sáng lập Hiệp hội các Công ty Phát triển toàn cầu (GGC) - danh vị cấp cao dành cho 1.000 doanh nghiệp xuất sắc trên toàn cầu, có vai trò kích thích sự phát triển nền kinh tế trong nước, đồng thời có khả năng phát triển mạnh ra quốc tế.[cần dẫn nguồn]
- "2018 Travelers' choice" bởi TripAdvisor, "Vietnam’s Leading Beach Resort 2017" bởi World Travel Award, "Vietnam’s Top Hospitality and Entertainment Complex 2018", vinh danh "A Star is born" bởi AUTOBEST European.[73]